# 광주교육시설지원단
광주교육시설지원단(光州敎育施設支援團)은 지방교육자치에 관한 법률 제32조에 따라 각종 교육시설 공사의 설계와 감독 업무를 분리하여 부실공사를 예방하고 시설업무의 투명성을 확보하며, 각급학교의 교육기자재 정비 및 시설지원을 위하여 광주광역시교육청 산하에 설치된 소속기관이다.